# Ectrosiopsis lasioclada
Ectrosiopsis es un género monotípico de plantas herbáceas perteneciente a la familia de las poáceas. Su única especie: Ectrosiopsis lasioclada, es originaria de Australia y Nueva Guinea.

## Descripción
Es una planta perenne; cespitosa. Los culmos alcanzan un tamaño de 30-40 cm de alto; herbácea; no ramificado arriba. Plantas desarmadas von las hojas en su la mayoría basales  no auriculadas. Las láminas estrecha; de 2-2.5 mm de ancho (a 2 cm de largo, a veces con pelos tuberculados); cerdosos, o no cerdosos; sin glándulas multicelulares abaxiales; sin venación. Lígula presente; en forma de una franja de pelos. Son plantas bisexuales, con espiguillas bisexuales; con los floretes hermafroditas; sin cleistogenes ocultos. La inflorescencia paniculada; (alargada, 10-15 cm de largo).

## Taxonomía
Ectrosiopsis lasioclada fue descrita por (Merr.) Jansen y publicado en Reinwardtia 2(2): 268. 1953.
Etimología
Ectrosiopsis: nombre genérico compuesto que significa "similar al género Ectrosia".
lasioclada: epíteto latíno que significa "lanudo"
Sinonimia
- Ectrosia eragrostoides Domin
- Ectrosia lasioclada (Merr.) S.T.Blake
- Ectrosia subtriflora Ohwi
- Ectrosiopsis aruensis Jansen
- Ectrosiopsis curvifolia Jansen
- Ectrosiopsis subaristata (Chase) Jansen
- Ectrosiopsis subtriflora (Ohwi) Jansen
- Eragrostis lasioclada Merr.
- Eragrostis subaristata Chase
- Eragrostis subtriflora (Ohwi) Ohwi[3][4]